# 春秋航空
春秋航空（しゅんじゅうこうくう、SSE: 601021）は、中国・上海市に本社を置く中国の航空会社である。正式名称は、春秋航空公司 (SPRING AIRLINES CO.,LTD. ) 。略称は、春航。上海虹橋国際空港（第1ターミナル）を拠点としている。中国語コールサインは、春秋 (Chunqiu) 。

## 沿革
- 2004年5月26日 : 中国民用航空総局の認可により、中国で初めての民間資本系航空会社「春秋航空公司」を設立。資本金は8,000万元。母体は1981年発足の旅行会社である上海春秋国際旅行社[2]である。
- 2005年7月18日 : 午前9時15分に1番機が上海/虹橋から煙台に向けて離陸。
- 2009年
  - 6月 : 立乗り制度の導入を検討している事が明らかとなる[3]。
  - 7月 : 中国民用航空総局から国際線の運航免許を取得、上海万博が開催される2010年5月までに就航を目指す[4]。
- 2010年
  - 6月 : 同年7月下旬から、上海/浦東 - 茨城線を定期チャーター便で就航させる事で合意。9月末までの約2ヶ月間、週3便程度のチャーター便運航を行い、利用状況などを見極めて定期便化を目指す。同日、橋本昌茨城県知事と春秋航空の王正華会長が上海市内で記者会見し就航合意を発表。又、当社初の国際線就航となる[5]。
  - 7月28日 : 初の国際線として上海/浦東 - 茨城線が定期チャーター便として就航開始[6]。
  - 9月28日 : 上海/浦東 - 香港線が定期チャーター便として就航開始。
- 2011年7月15日 : 上海/浦東 - 高松線が定期チャーター便として就航開始[7]。
- 2012年
  - 1月18日 : 上海/浦東 - 佐賀線が定期チャーター便として就航開始。
  - 6月23日 : 上海/浦東 - 茨城線が定期便に格上げ[8]。
- 2014年
  - 3月15日 : 上海/浦東 - 大阪/関西線を就航開始[9][10][11][12]。
  - 7月18日 : 天津 - 大阪/関西線・武漢 - 大阪/関西線をそれぞれ就航開始[12][13][14]。
  - 7月19日 : 重慶 - 大阪/関西線を就航開始[12]。
  - 10月26日 : 上海/浦東 - 札幌/新千歳線を就航開始[15]。
- 2015年
  - 3月3日 : 関西国際空港の拠点化を発表。同社にとって初の海外拠点となり、2020年までの間に同空港発着路線を大幅拡張するとしている。なおそれに伴い、同空港での使用ターミナルを2015年度中に、現在の第1ターミナルから格安航空会社用の第2ターミナルに移転する予定。[16]
  - 6月29日：中部国際空港（名古屋）に乗り入れ開始。上海/浦東、石家荘経由フフホト（内モンゴル自治区）、合肥、ハルビンの4路線を開設。
  - 7月26日：春秋航空が日本で初開設となる観光ツアーと連携する自社運営ホテルを、愛知県常滑市の中部国際空港に隣接する土地に建設する見込みとの報道があった。同年6月から新規就航した中部国際空港空港島内に、愛知県企業庁が分譲している整備用地を取得する見込みで、14階建て約250室から300室程度で2016年末頃の開業を目指すと報じられた。
  - 8月5日：上海/浦東 - 東京/羽田線を就航開始。
  - 10月28日：日本国内でホテル事業に参入することを発表。同社が設立する投資会社と「サンフロンティア不動産」の合同事業として「スプリング・サニー」のブランド名で展開、愛知県に1号店を2016年6月までに開業するのを皮切りに、今後3～5年で15～20か所程度の開業を目指すとしている。[17]
- 2016年
  - 4月 : 「ワールドトラベル」との合弁事業として「春秋環球バス（スプリングワールドバス）」を設立し、日本国内での貸切バス事業に参入。
- 2019年
  - 2月1日 : 広州 - 大阪/関西線を就航開始。

## 就航都市
| 国           | 就航空港 |
| ------------ | --- |
| 中国         | 上海/浦東、海口 、汕頭 、呼和浩特 、寧波、ハルビン、杭州、石家荘、蘭州、成都/天府、広州、アクス、鄭州、長春、グルジャ、南昌、東営、大連、福州、深圳、太原、南寧、済南、北海、常州、塩城、揚州、江北、瀋陽、井岡山、長沙、西安、武漢、南陽、通遼、烏海、淮安、カシュガル、菏沢、三亜、銀川、遵義新舟、威海、綿陽、広元、景洪、恩施、昆明、黔江、白山、文山、漠河、石河子、松原、上海/虹橋、ウルムチ、厦門、敦煌、貴陽 、西寧、泉州、常徳、ハイラル、張家口、衡陽、ユティアン、南京、桂林、珠海、邯鄲、合肥、青島、天津、十堰 張家界、芒市、コルラ、アルタイ、カラマイ、安康、湛江、麗江、大興 |
| 台湾         | 台北/桃園 |
| 日本         | 東京/羽田、東京/成田、大阪/関西、札幌/新千歳、名古屋/中部、福岡、茨城、佐賀、高松、那覇 |
| 韓国         | 仁川、釜山、済州 |
| 香港         | 香港 |
| マカオ       | マカオ |
| タイ         | バンコク/スワンナプーム、プーケット、チェンマイ |
| シンガポール | シンガポール |
| カンボジア   | プノンペン |
| ベトナム     | ホーチミン、ハノイ |
| マレーシア   | クアラルンプール(2025年12月1日より運航開始予定) |

## 日本との関係

### 日本への運航路線
機材や運航日などの詳細情報は公式サイトを参照。
| 便名          | 路線      | 路線      | 機材                          | 備考                          |
| ------------- | --------- | --------- | ----------------------------- | ----------------------------- |
| 9C6119/6120   | 石家荘    | 東京/成田 | エアバスA320                  |                               |
| 9C6217/6218   | 上海/浦東 | 東京/成田 | エアバスA320                  |                               |
| 9C8515/8516   | 上海/浦東 | 東京/羽田 | エアバスA320                  |                               |
| 9C8601/8602   | 上海/浦東 | 中部      | エアバスA320                  |                               |
| 9C8655/8656   | 上海/浦東 | 中部      | エアバスA320                  |                               |
| 9C8791/8792   | 上海/浦東 | 新千歳    | エアバスA320                  |                               |
| 9C6609/6610   | 上海/浦東 | 福岡      | エアバスA320                  |                               |
| 9C6537/6538   | 上海/浦東 | 福岡      | エアバスA320                  |                               |
| 9C6977/6978   | 上海/浦東 | 那覇      | エアバスA320                  |                               |
| 9C8987/8988   | 上海/浦東 | 茨城      | エアバスA320                  |                               |
| 9C8889/8890   | 上海/浦東 | 高松      | エアバスA320                  |                               |
| 9C6139/6140   | 上海/浦東 | 佐賀      | エアバスA320                  |                               |
| 9C6573/6574   | 上海/浦東 | 大阪/関西 | エアバスA320                  | 蘭州-上海-関西の経路で運航    |
| 9C6571/6572   | 上海/浦東 | 大阪/関西 | - エアバスA320 - エアバスA321 |                               |
| 9C6575/6576   | 上海/浦東 | 大阪/関西 | - エアバスA320 - エアバスA321 |                               |
| 9C6577/6578   | 上海/浦東 | 大阪/関西 | - エアバスA320 - エアバスA321 |                               |
| 9C6581/6582   | 上海/浦東 | 大阪/関西 | - エアバスA320 - エアバスA321 |                               |
| 9C6585/6586   | 上海/浦東 | 大阪/関西 | - エアバスA320 - エアバスA321 |                               |
| 9C6587/6588   | 上海/浦東 | 大阪/関西 | - エアバスA320 - エアバスA321 |                               |
| 9C6589/6590   | 上海/浦東 | 大阪/関西 | - エアバスA320 - エアバスA321 |                               |
| 9C6963/6964   | 揚州      | 大阪/関西 | エアバスA320                  |                               |
| 9C6735/6736   | 南京      | 大阪/関西 | エアバスA320                  |                               |
| 9C6603/6604   | 寧波      | 大阪/関西 | エアバスA320                  |                               |
| 9C6529/6530   | 塩城      | 大阪/関西 | エアバスA320                  | 2025年9月10日より運航開始予定 |
| 9C6547/6548   | 厦門      | 大阪/関西 | エアバスA320                  |                               |
| 9C8799/88009C | 天津      | 大阪/関西 | エアバスA320                  |                               |
| 9C6329/6330   | 瀋陽      | 大阪/関西 | エアバスA320                  |                               |
| 9C6985/6986   | 西安      | 大阪/関西 | エアバスA320                  |                               |
| 9C6987/6988   | 大連      | 大阪/関西 | エアバスA320                  |                               |
| 9C6159/6160   | 広州      | 大阪/関西 | エアバスA320                  |                               |
| 9C6109/6110   | 大連      | 福岡      | エアバスA320                  |                               |
| 9C6605/6606   | 広州      | 福岡      | エアバスA320                  |                               |

### 日本との歴史
- 2010年7月28日、茨城-上海/浦東線に就航。
- 2011年7月15日、高松-上海/浦東線に就航[21]。
- 2012年9月7日、成田国際空港を拠点とする格安航空会社の春秋航空日本株式会社（現スプリング・ジャパン）を設立。
- 格安航空会社向けの関西国際空港第2ターミナルビル開業に伴い、2017年3月1日(水)から、利用ターミナルが第2ターミナルビルに変更。
- 2018年11月25日から、大阪/関西-大連線に新規就航[22]。
- 2019年2月1日に大阪/関西-広州線に新規就航[23]。
- 2019年4月17日から、関西-合肥、関西-鄭州線の2路線に新規就航[24]。
- 2019年4月25日より、東京/成田-寧波線に就航[25]。
- 2019年5月5日から、中部/深圳線に就航[26]。
- 2019年10月27日から、東京/成田-上海/浦東線に就航[27]。
- 2019年10月27日より、茨城-西安線に新規就航[28]。
- 2019年10月28日、佐賀-西安線に就航[29]。
- 2019年12月17日、大阪/関西-厦門線に就航[30]。
- 2020年1月13日より、大阪/関西-瀋陽線に就航[31]。
- 2020年2月ごろから、新型コロナウイルス感染拡大のため、東京/成田-上海/浦東線を除き運休。
- 2020年8月7日より、大阪/関西〜常州線の運航を再開[32]。
- 2022年10月20日に大阪/関西-瀋陽線に就航[33]。
- 2022年10月23日に東京/成田-杭州線に就航[33]。
- 2023年3月26日より、大阪/関西-上海/浦東線の運航を再開[34]。
- 2023年5月19日から、中部-上海/浦東線の運航を再開[35]。
- 2023年6月3日より、東京/羽田-上海/浦東線を再開[36]。
- 2023年6月5日から、福岡-上海/浦東線に新規就航[36]。
- 2023年6月25日より、大阪/関西-大連線の運航を再開[37]。
- 2023年7月11日より、札幌/新千歳-上海/浦東線の運航を再開。
- 2023年7月15日、福岡-寧波線に就航。
- 2023年8月4日に福岡-大連線に就航[38]。
- 2023年8月4日から、茨城-上海/浦東線の運航を再開[39]。ただし、約3ヶ月で再び運休[40]。
- 2023年9月6日から、佐賀-上海/浦東線の運航を再開[41]。
- 2023年9月24日から、高松-上海/浦東線を再開。しかし10月10日をもって再度運休[42][43][44]。
- 2023年11月20日から、中部-大連線に新規就航[45]。
- 2024年1月26日、沖縄/那覇-上海/浦東線に就航[46]。
- 2024年4月2日から、高松-上海/浦東線の運航を再開[43][42]。
- 2024年4月24日より、東京/成田-石家荘線に新規就航[47]。
- 2024年7月5日より、大阪/関西-西安線の運航を再開[48]。
- 2024年9月20日から、福岡-広州線に就航[49]。
- 2024年12月24日より、茨城-上海/浦東線の運航を再開[50][40]。
- 2025年1月11日から、大阪/関西-広州線を運行開始[51]。
- 2025年3月30日、大阪/関西-厦門線の運航を再開[52][53]。
- 2025年4月25日、大阪/関西-天津、大阪/関西-南京線を開設[54][53]。
- 2025年4月26日、大阪/関西-揚州線を開設[55][53]。

## スプリング・ジャパン
春秋航空が、2012年9月7日に関係会社の「春秋航空日本株式会社」を設立。2014年8月1日から成田国際空港を拠点に国内線に就航開始した。

## 航空券販売
ウェブサイト、またはコールセンター（日本からの通話料は有料）で予約ができる。中国民航ネットワーク販売システムを利用しておらず、中国内各地にある民航售票処では購入できない。上海春秋国際旅行社のネットワークを利用しなくてはならない。

### キャンペーン
日本各地への路線開設時には就航記念で特別格安運賃を設定しており、2010年8月の上海/浦東 - 茨城線の定期チャーター便開設時には1便あたり18席限定で、4,000円で発売され、2011年7月の上海/浦東 - 高松線の定期チャーター便開設時にはが1便あたり18席限定で、3,000円で発売された。
2012年9月11日に日本政府による釣魚群島（尖閣諸島）の土地国有化後、著しく落ち込んでいた搭乗率を挽回するため、翌10月15日、16日立て続けに上海/浦東 - 佐賀線、高松線の定期チャーター便の航空券を1円で発売するキャンペーンを打ち出した。当初は12月20日まで約2ヶ月間続ける予定だったが、僅か2日間の10月18日に終了した。

## 保有機材

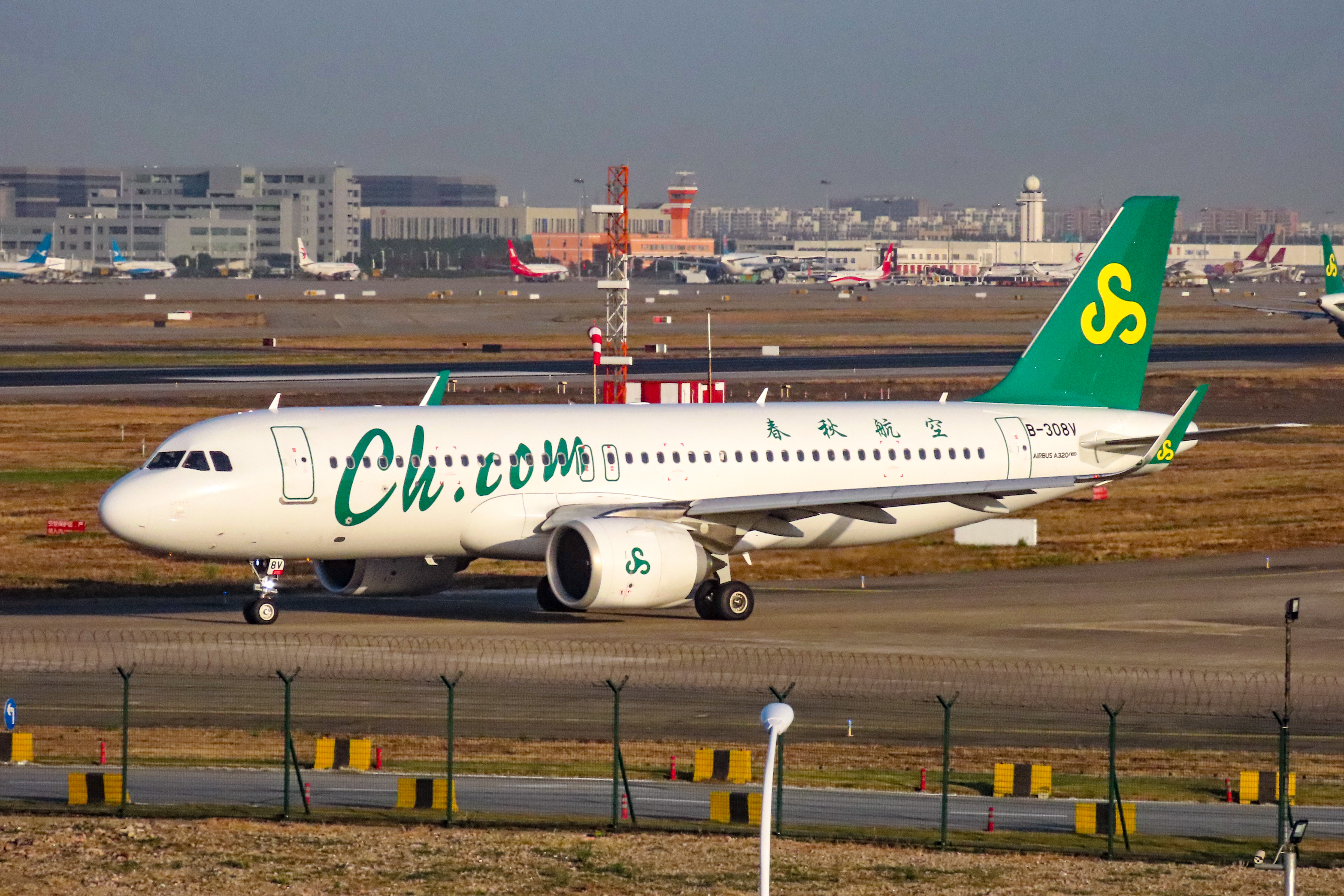
エアバスA320neo

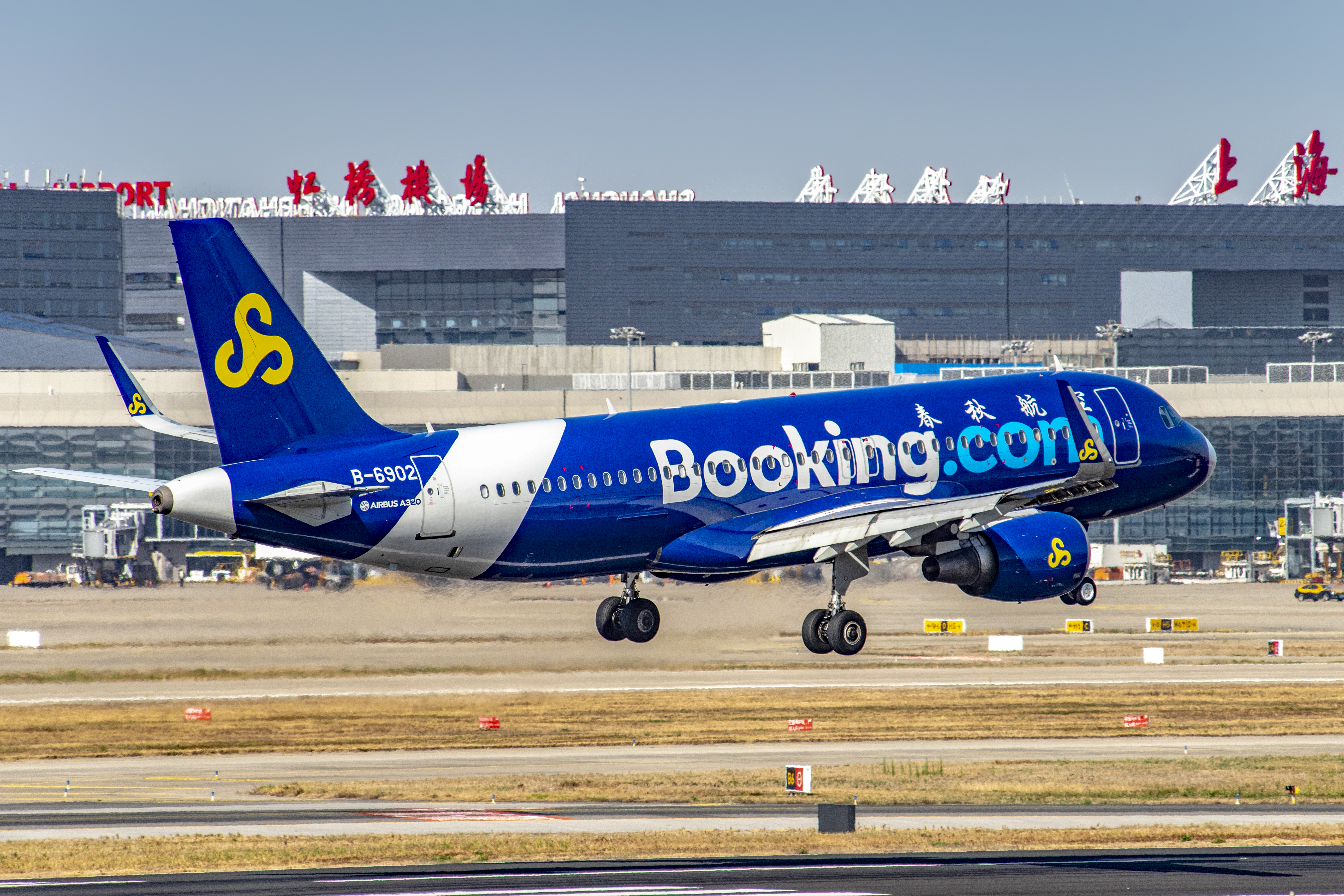
エアバスA320（「Booking.com」特別塗装機）

| 機材             | 保有数 | 発注数 | 座席数 | 備考                             |
| ---------------- | ------ | ------ | ------ | -------------------------------- |
| エアバスA320-200 | 78     | ‐      | 180    | うち1機に「Booking.com」特別塗装 |
| エアバスA320neo  | 43     | 2      | 180    |                                  |
| エアバスA321neo  | 12     | 3      | 236    |                                  |
| 計               | 133    | 5      |        |                                  |

## その他
- 上海発の一部国内線では乗務員の制服にメイド服･執事服を採用している。[66]